# Hampstead (New Hampshire)
Hampstead – miasto w Stanach Zjednoczonych, w stanie New Hampshire, w hrabstwie Rockingham.